# Symeon (Holubka)
Symeon (světským jménem: Stepan Mychajlovyč Holubka; * 26. listopadu 1968, Uglja) je ukrajinský duchovní Ukrajinské pravoslavné církve Moskevského patriarchátu, arcibiskup uholský a vikář chustské eparchie.

## Život
Narodil se 26. listopadu 1968 ve vesnici Uglja Zakarpatské oblasti.
Po střední škole pracoval ve dřevařském průmyslu v sídle Teresva. Od roku 1986 sloužil v řadách Sovětské armády. Po demobilizaci nastoupil na Moskevský duchovní seminář. Dne 9. července 1991 jej arcibiskup mukačevský a užhorodský Jevfymij (Šutak) postřihnul na monacha se jménem Symeon na počest svatého Simeona Stylity a 12. července rukopoložil na jerodiákona. Kněžské svěcení přijal 2. srpna 1991 z rukou arcibiskupa Savvy (Babynce). Stal se knězem Uspenského ženského monastýru vesnice Uglja. Dále vykonával službu kněze v Uspenském chrámu ve městě Vynohradiv.
Roku 1993 byl poslán do prešovské eparchie, kde působil dva roky. Poté byl jmenován opět knězem Uspenského chrámu. Od roku 1997 studoval na bohoslovecké fakultě Prešovské univerzity. Roku 2001 se stal představeným monastýru svatého Simeona Stylity ve Vynohradivu. Později se stal členem Chustského eparchiálního soudu.
Dne 3. dubna 2019 jej Svatý synod Ukrajinské pravoslavné církve zvolil biskupem uholským a vikářem chustské eparchie. Biskupská chirotonie proběhla 7. dubna v Kyjevskopečerské lávře. Hlavním světitelem byl metropolita kyjevský a celé Ukrajiny Onufrij (Berezovskyj), který jej 17. srpna 2024 povýšil na arcibiskupa.